# Grästjärnarna (Ore socken, Dalarna, 680098-146365)
Grästjärnarna är en sjö i Rättviks kommun i Dalarna och ingår i Dalälvens huvudavrinningsområde.